# Juillet 1980

## Événements
- États-Unis : refus de s’inscrire sur les listes d’incorporation militaires de plus de 800 000 personnes, soit 10 % de la population concernée. Manifestations pacifistes devant le Pentagone. Plus d’un millier de personnes sont arrêtées pour désobéissance civile passive.

- 1er juillet : 
  - à la suite de la hausse du prix de la viande, des mouvements revendicatifs dans les usines exigent durant tout le mois des augmentations de salaires. Le pays est paralysé.
  - Formule 1 : Grand Prix automobile de France.

- 7 juillet (Liban) : le PNL, la milice de Camille Chamoun est éliminée par les Forces libanaises de Bachir Gemayel, qui contrôle toute la zone chrétienne. Il relance l’activité économique dans le port de Jounieh et s’oppose à la reconstruction de l’État. La Syrie remet l’essentiel de ses positions à l’OLP et se replie dans la plaine de la Bekaa. À la fin de l’année, Bachir Gemayel entreprend de défier les forces syriennes de la Bekaa et tente de s’emparer de Zahleh.

- 10 juillet : Cape Cod, Gérard d'Aboville prend le départ de la première traversée de l'Atlantique à la rame en solitaire dans le sens ouest-est.

- 13 juillet (Formule 1) : Grand Prix de Grande-Bretagne.

- 17 juillet (Bolivie) : un coup d’État porte au pouvoir le général García Meza et inaugure deux ans de troubles. La présidente Lidia Gueiler Tejada s'enfuit en France.

- 19 juillet : jeux olympiques de Moscou, boycottés par 56 pays (dont la Chine et certains pays occidentaux mais pas par la grande majorité de l'Europe, dont la France).

- 28 juillet : gouvernement civil au Pérou. Fernando Belaúnde Terry restaure la démocratie.

- 29 juillet : l'ancien Premier ministre birman U Nu est autorisé à revenir en Birmanie comme simple citoyen.

- 30 juillet : 
  - Indépendance du Vanuatu (Nouvelles-Hébrides) vis-à-vis de la France et du Royaume-Uni.
  - Le Parlement israélien vote l’annexion définitive de Jérusalem-Est, ce qui met fin à toute négociations sur le sort des territoires occupés.

- 31 juillet : 
  - destruction de la statue de Cecil Rhodes à Salisbury, au Zimbabwe.
  - attaque à Athènes, revendiquée par l'Armée secrète arménienne de libération de l'Arménie.

## Naissances
- 1er juillet : Boris Roatta, acteur français, spécialisé dans le doublage vocal († 25 août 1994).
- 5 juillet : Eva Green, actrice française.
- 6 juillet : 
  - Pau Gasol, basketteur espagnol.
  - Sonia Rolley, journaliste française.
  - Joell Ortiz, Rappeur américain d'origine portoricaine.
- 10 juillet : Jessica Simpson, chanteuse américaine.
- 12 juillet : Danièle Obono, femme politique franco-gabonaise.
- 15 juillet : Erika Sanz, actrice espagnole.
- 16 juillet : 
  - Jesse Jane, actrice pornographique américaine († 24 janvier 2024).
  - Tvboy, artiste italien.
- 18 juillet : Kristen Bell, actrice américaine.
- 19 juillet : Emilie Mazoyer, animatrice radio française.
- 20 juillet : Enora Malagré, chroniqueuse et animatrice de télévision et de radio française.
- 24 juillet : 
  - Gauge, actrice américaine.
  - Vladislav Frolov, athlète russe, spécialiste du 400 m.
  - Sergio Aguilar, matador espagnol.
- 25 juillet : Diam's, chanteuse française.
- 26 juillet : Jacinda Ardern, femme politique néo-zélandaise, Premier ministre de 2017 à 2023.
- 27 juillet : Dolph Ziggler, catcheur américain travaillant à la WWE.
- 31 juillet : Mikko Hirvonen, pilote de rallye finlandais.

## Décès
- 4 juillet : Maurice Grevisse, grammairien belge (° 7 octobre 1895).
- 13 juillet : Pierre Falize, homme politique belge (° 13 mai 1927).
- 25 juillet : Vladimir Vissotsky, chanteur russe.
- 27 juillet : Mohammad Reza Pahlavi, Chah d'Iran, d'un cancer au Caire.
- 30 juillet : Pascal Jardin, écrivain et dialoguiste français, d'un cancer.